# Eurema regularis
Eurema regularis é uma borboleta da família Pieridae. Ela é encontrada no Senegal, Guiné, Serra Leoa, Libéria, Costa do Marfim, Gana, Togo, Nigéria, República do Congo, Angola, na República Democrática do Congo, Etiópia, Ruanda, Burundi, Quénia até à Zâmbia, a leste do Zimbábue e a oeste de Moçambique. O habitat natural desta borboleta consiste em florestas e margens de floresta.